# Psilomastix suturalis
Psilomastix suturalis är en skalbaggsart som först beskrevs av Aurivillius 1908.  Psilomastix suturalis ingår i släktet Psilomastix och familjen långhorningar.
Artens utbredningsområde är Angola. Inga underarter finns listade i Catalogue of Life.